# 盧基揚尼夫卡 (白采爾克瓦區)
49°30′29″N 30°34′10″E / 49.50806°N 30.56944°E
盧基揚尼夫卡（烏克蘭語：Лук'янівка）是位於烏克蘭北部的村莊，由基辅州白采爾克瓦區的塔拉夏市鎮負責管轄。該村始建於1734年，面積4.17平方公里，海拔高度215米，2001年人口785，人口密度每平方公里188.1人。